# Tiếng Nhật thượng cổ
Tiếng Nhật thượng cổ (上代日本語 Jōdai Nihon-go: Thượng đại Nhật Bản ngữ) là giai đoạn tiếng Nhật cổ nhất được ghi nhận và phục nguyên. Thông tin về nó đến từ văn liệu thời kỳ Nara (thế kỷ VIII). Nó trở thành tiếng Nhật Trung cổ vào thời kỳ Heian; thời điểm chia tách hai giai đoạn ngôn ngữ vẫn chưa rõ ràng. Tiếng Nhật Thượng đại thuộc ngữ hệ Nhật Bản.
Tiếng Nhật Thượng đại viết bằng chữ Hán; thứ chữ Hán này ngày một được chuẩn hoá và ngữ âm hoá để rồi phát triển thành man'yōgana. Tiếng Nhật Thượng đại là một ngôn ngữ chắp dính với cấu trúc chủ-tân-động, giống với tiếng Nhật hiện đại. Tuy nhiên, ngôn ngữ này có đôi nét khác biệt với các dạng tiếng Nhật về sau, như cấu trúc âm tiết đơn giản hơn và sự phân biệt nhiều cặp âm mà từ thời tiếng Nhật Trung cổ đã hợp nhất.